# Paratge Natural d’Interès Nacional de l’Albera
Der Paratge Natural d’Interès Nacional de l’Albera ist ein katalanischer Naturpark auf der Südseite der Serra de l’Albera, der im Jahr 1986 eingerichtet wurde. Er umfasst ein Gebiet von 42,07 Quadratkilometer.

## Lage

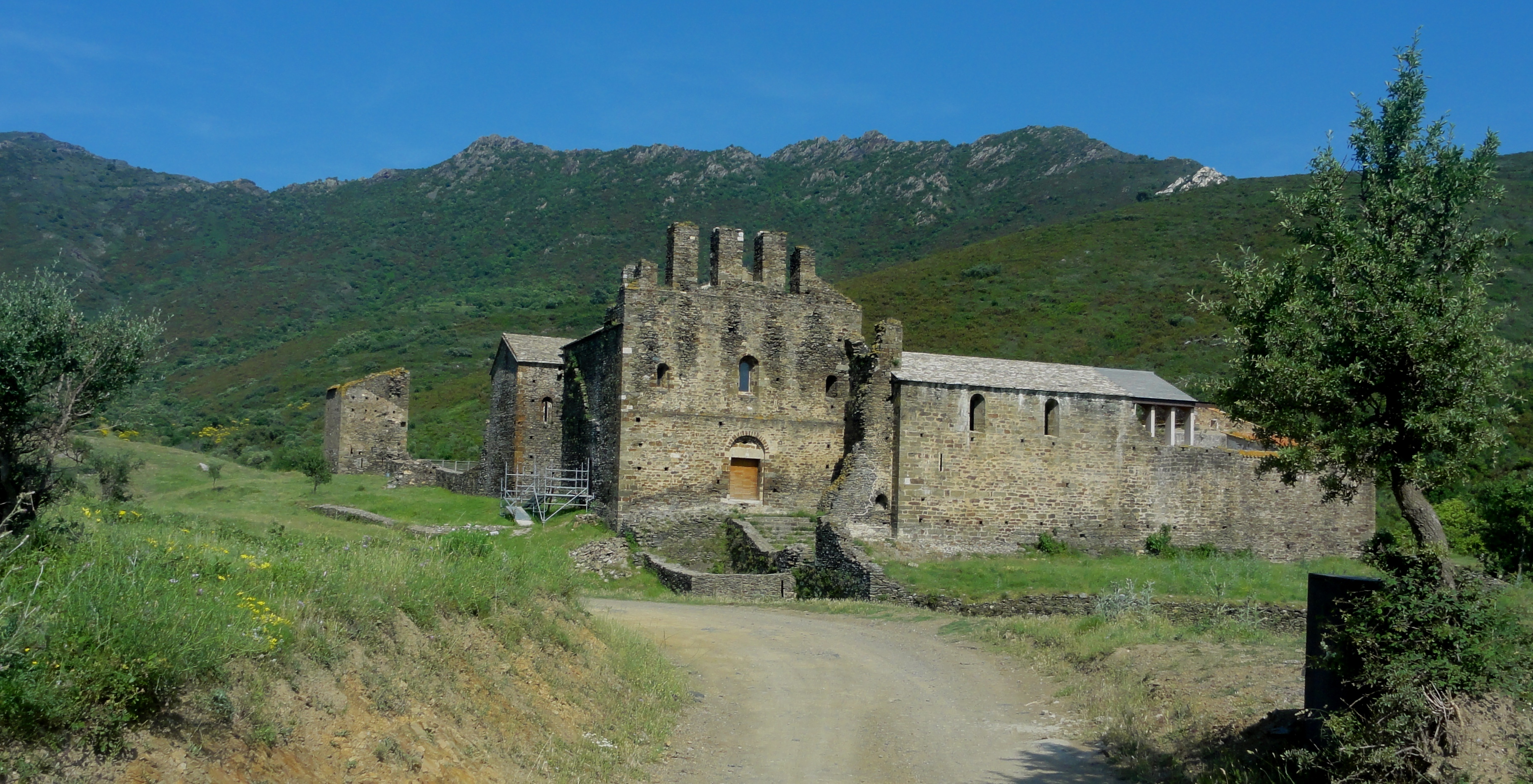
Die Abtei Sant Quirze de Colera mit dem Puig d’en Jordà (754 Meter) ganz links im Hintergrund

Der Naturpark liegt im Nordosten der Comarca Alt Empordà in der Provinz Girona auf der Südseite der Serra de l’Albera. Er erstreckt sich über Gebiete der Gemeinden La Jonquera, Espolla und Rabós.
Er unterteilt sich in zwei voneinander abgetrennte Sektoren: im Westen das Gebiet um Requesens-Bausitges und im Osten das Gebiet von Sant Quirze de Colera-Serra de Balmeta. Beide Gebiete werden durch den Col de Banyuls voneinander geschieden. Der Ostteil umgibt die bedeutende Abtei von Sant Quirze, einem wahren Juwel katalanischer Romanik.
Die namensgebende Serra de l’Albera bildet den äußersten Osten der Pyrenäenkette, die dann ins Mittelmeer abtaucht. Sie trennt die Ebenen des Roussillon auf der französischen Seite von denen des Alt Empordà in Katalonien. Ihrem Grat folgt die spanisch-französische Staatsgrenze. Die etwa 25 Kilometer lange Kette hat als höchsten Gipfel den Puig Neulós, der 1257 Meter Höhe erreicht. Weitere bedeutende Gipfel in der Serra sind der Puig dels Pastors mit 1167 Meter, der Puig dels Quatre Termes mit 1156 Meter und der Pic de Sallfor mit 992 Meter.

## Einführung
Vom landschaftlichen und ökologischen Standpunkt aus betrachtet bildet der Naturpark eine hochwertige Einheit. In ihm dokumentiert sich der Übergang von für die Bergwelt der Pyrenäen charakteristischen Arten hin zu typisch mediterranen Formen. Die Gesteinswelt wird von Metamorphiten der Pyrenäen, vorwiegend variszischen Schiefern des Kambrium/Ordovizium, beherrscht.

## Geschichte
Die Notwendigkeit, die Ökosysteme der Serra de l’Albera unter Schutz zu stellen, war bereits im Jahr 1931 in einem hierzu ausgearbeiteten Plan der Generalitat de Catalunya erkannt worden. Es dauerte aber noch bis 1986, dass das katalanische Parlament schließlich Gebiete des Südabhangs der Serra de l’Albera im Norden Alt Empordàs offiziell zum Paratge natural d’interès nacional (Naturpark nationalen Interesses) auswies. Ausschlaggebend für den Naturpark sind das Gesetz 3/86 vom 10. März 1986 und die beiden Erlasse 123/87 vom 12. März 1987 und 119/89 vom 17. April 1989.

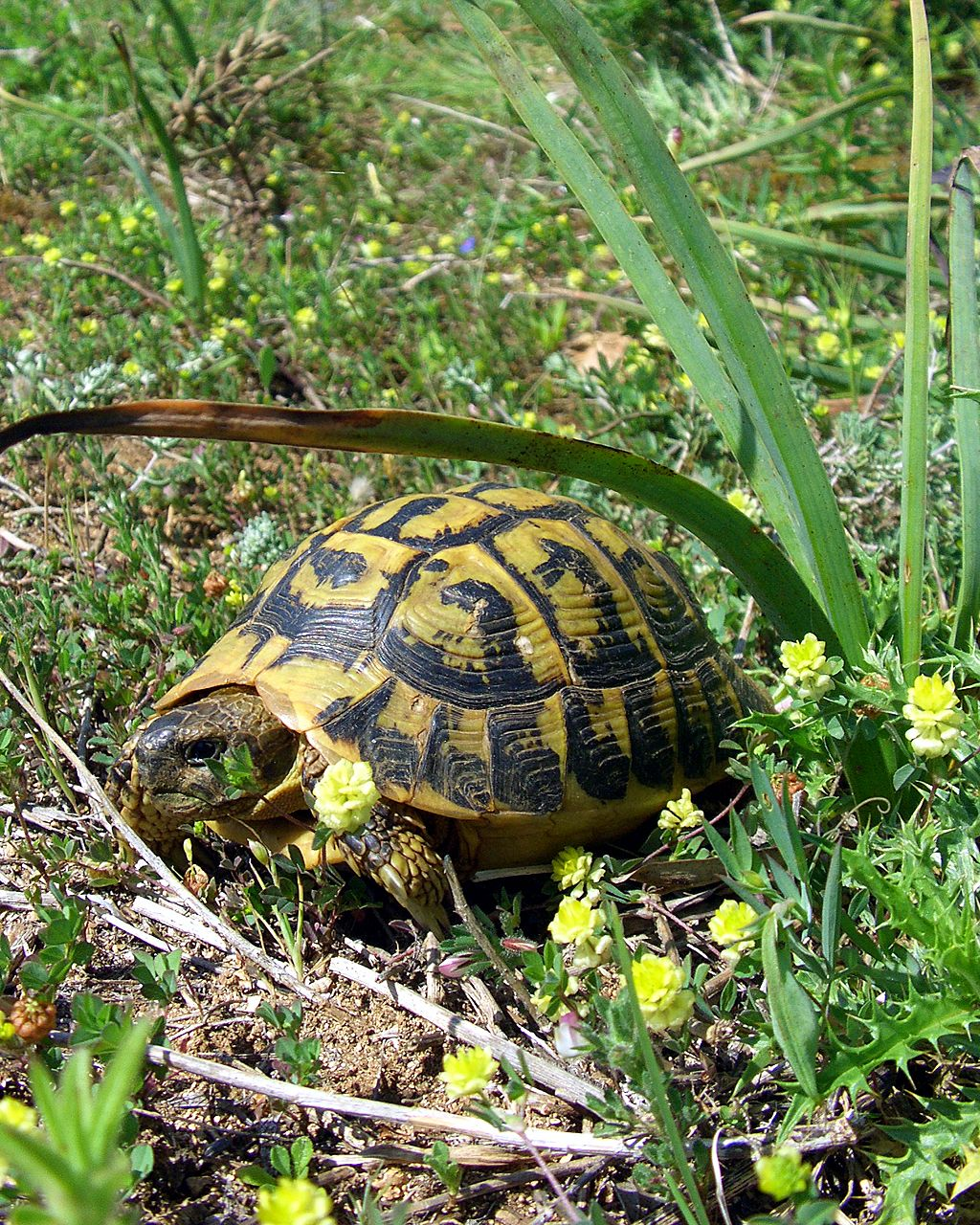
Testudo hermanni hermanni

Unter Schutz gestellt sind insgesamt 4207 Hektar, davon 969 Hektar an Naturreservaten. Das abgesonderte Reservat um Sant Quirze de Colera umfasst hierbei 742 Hektar. Innerhalb des Naturparks sind zwei Naturreservate ausgewiesen, das erste am Oberlauf der Orlina mit einer Fläche von 395 Hektar. Es liegt zwischen dem Coll des Emigrants und dem Pic de Sallfor und schützt die hier heimischen Rotbuchen- und Eichenwälder. Das zweite mit einer Fläche von 580 Hektar befindet sich zwischen dem Tal von Sant Quirze und dem Oberlauf der Valleta. Aufgabe ist der Schutz seiner Reptilienfauna, insbesondere der Griechischen Landschildkröte. Im Jahr 1987 wurde der Naturpark um 680 Hektar an seinem Südwestrand erweitert. Auf der französischen Nordseite der Serra de l'Albera zwischen dem Puig dels Quatre Termes und dem Pic de Sallfor wurde die Réserve naturelle nationale de la forêt de la Massane eingerichtet.
Der spanische Consejo del Patrimonio Histórico hat als Kandidat für das UNESCO-Welterbe die Mittelmeerseite der Pyrenäen vorgeschlagen, zu dem auch die Kultur- und Naturlandschaft des Albères-Massivs gehört.

## Naturerbe

### Vegetation
Der Parkabschnitt Requesens-Baussitges stellt die feuchtesten und höchstgelegenen Ökotope und wird zu nahezu 100 % von Buschwerk bestanden. Sein Pflanzenbewuchs ist ausgesprochen abwechslungsreich und enthält Elemente niedriger wie höherer Vegetationsstufen, mit Korkeichen, Edelkastanien, Eichen, Rotbuchen, Mischbuschwerk aus Laubhölzern wie Ahorn, Ulme usw. bis hin zu Almen auf der Bergstufe. Die Umgebung von Requesens umfasst das Einzugsgebiet des Anyet mit vorzüglicher Flussvegetation bestehend aus Eschen, Weiden und Schwarz-Erle. Die Landschaft um Baussitges schließt den Oberlauf der Orlina mit ein, an dem die östlichsten Buchenbestände der iberischen Halbinsel zu finden sind. Der Sektor von Sant Quirze de Colera-Serra de la Balmeta zeigt bereits voll mediterrane Florenelemente, die sich durch ihre hohe Feuergefahr auszeichnen. Die Vegetation wird hier von Korkeichen, Heidematten und Macchie (Matorral) beherrscht. Die so genannten Aspres de l’Albera sind ein Übergangsgebiet zwischen der eigentlichen Serra und der ampurdanischen Ebene. Ihre Vegetation wird von einem Mosaik dürreresistenter Arten wie Wein und Oliven beherrscht, welche sich zwischen den natürlichen Bewuchs aus Korkeichen und Macchiepflanzen gemischt haben.

### Tierwelt

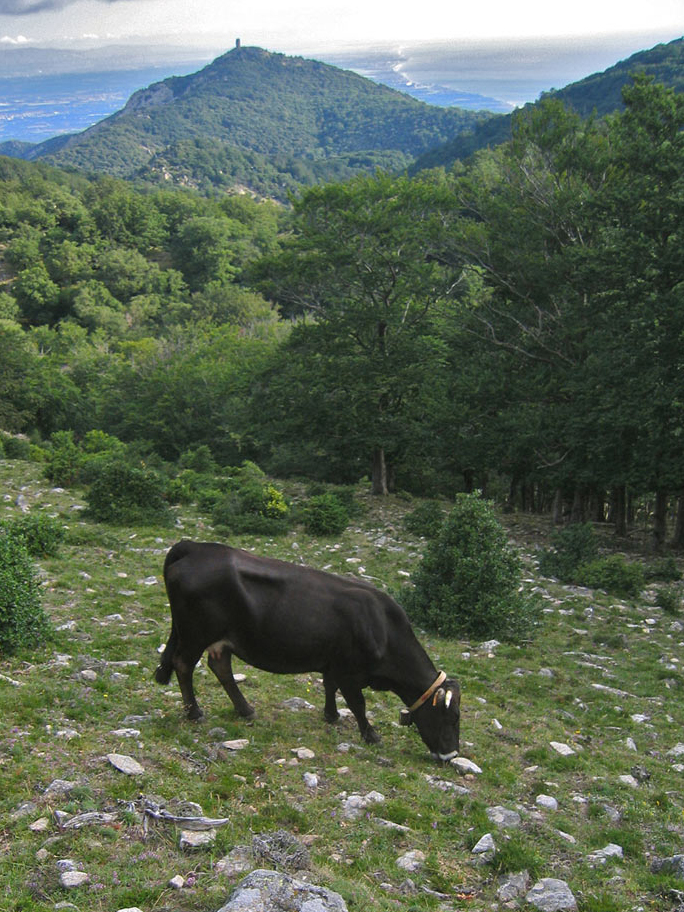
Das Albera-Rind der schwarzen Rasse (La Negra)

Im Gebiet des Naturparks finden sich die letzten Populationen der Griechischen Landschildkröte (Testudo hermanni hermanni) auf der iberischen Halbinsel. Erwähnenswert ist aber auch die ausgeprägte Vielseitigkeit unter den Reptilien: Frösche, Schlangen, Eidechsen und Salamander.
Bei den Vögeln wurden mehr als 200 Arten registriert. Unter den Fischen sind generell Forellen und Barben in der Bergregion anzuführen. Die Artenvielfalt unter den Säugetieren ist im Naturpark bemerkenswert, es wurden 44 Arten gezählt – was 75 % der gesamten Säugetierpopulation in Katalonien entspricht.
Das Albera-Rind ist eine autochthone, halbwilde Rinderrasse, deren Verbreitung auf den Naturpark beschränkt ist. Die Rasse ist sehr bedroht, da nur noch 400 Tiere vorhanden sind.

### Hydrologie

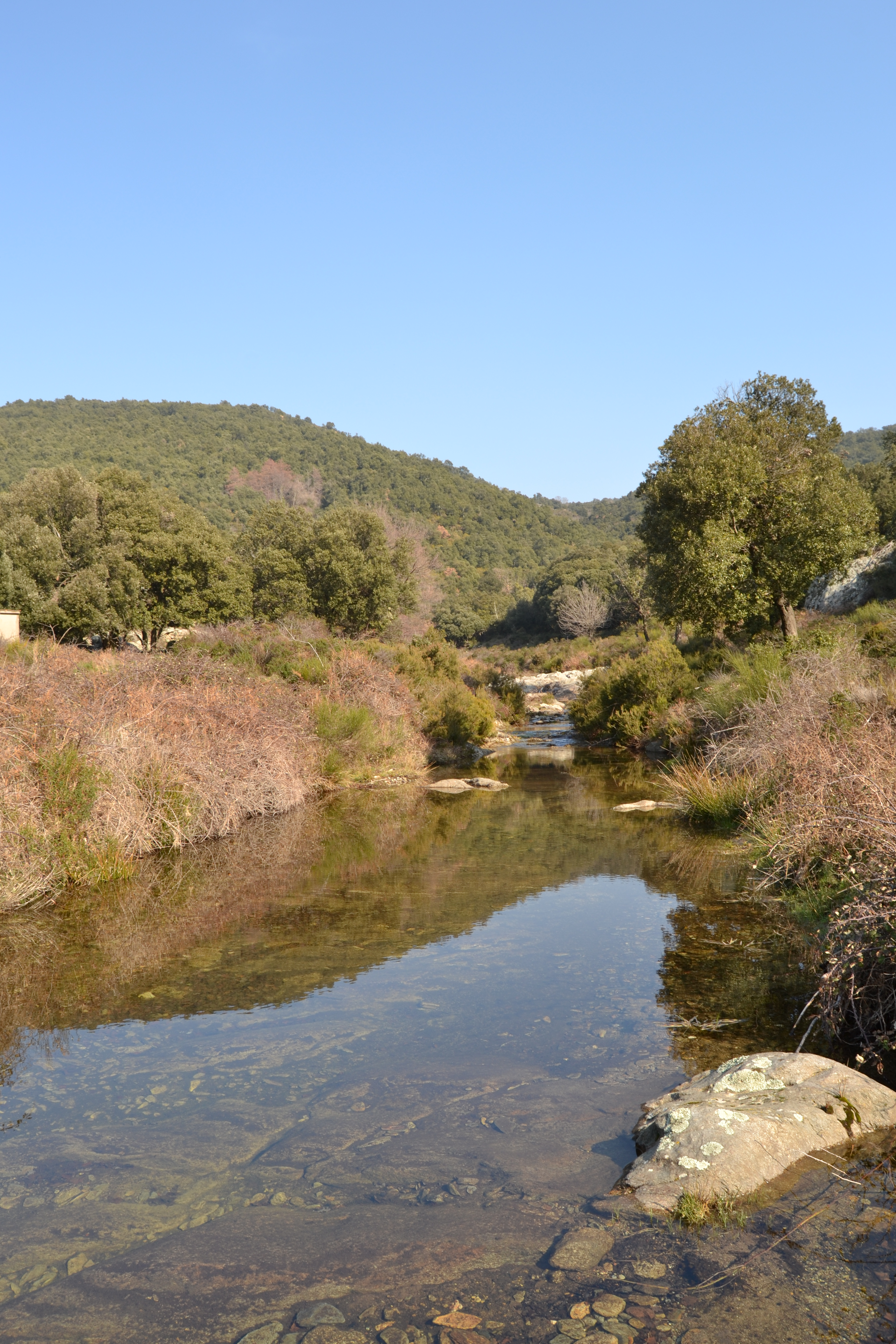
Der Llobregat d’Empordà bei La Jonquera

Der Llobregat d’Empordà, der Anyet, die Riera de Torrelles und die Orlina sind ganzjährig wasserführende Flussläufe, die senkrecht zum Zentralkamm die Südabdachung der Serra de l’Albera herabfließen. In seinem Unterlauf führt der Llobregat für sich genommen die Wassermenge der drei anderen Flüsse zusammen, ehe er sich in die Muga, dem Hauptfluss des Plateaus, ergießt. Die Flüsse im Ostsektor des Naturparks weisen bereits die Charaktereigenschaften von Wildbächen auf, wie beispielsweise die Riera de Gariguella, die im Flusssystem der Aiguamolls de l’Empordà aufgeht. Die Valleta und die Wildbäche Garbet, Colera und Portbou enden direkt im Mittelmeer.
Für die Hydrologie des Naturparks sind die so genannten Basses von großer Bedeutung. Hierbei handelt es sich um kleine Geländevertiefungen, in denen sich das Regenwasser ansammelt. Im Naturpark gibt es etwa 30 solcher ökologisch wichtigen Depressionen. Manche halten das Wasser das ganze Jahr über, die Mehrheit trocknet jedoch im Sommer aus. Erwähnt sei noch der Gros de la Jonquera, ein rund 3,5 Hektar großer Weiher.

### Geologie
Der geologische Untergrund des Naturparks wird vorwiegend von paläozoischen Schiefergesteinen bestimmt, die während der variszischen Orogenese im Oberkarbon verformt und metamorphosiert wurden. Der Metamorphosegrad ist generell grünschieferfaziell. Er steigt jedoch nach Nordwesten langsam an, von der Chlorit-Muscovitzone um Sant Quirze, über die Biotitzone bis hin zur Andalusit-Cordieritzone an der französischen Grenze nördlich von Requesens. Südlich von Requesens steht der anatektische El-Castellar-Leukogranit an. Eine Besonderheit ist das Schwarzschieferband an der Orlina nördlich von Espolla. 

### Kulturgeschichte

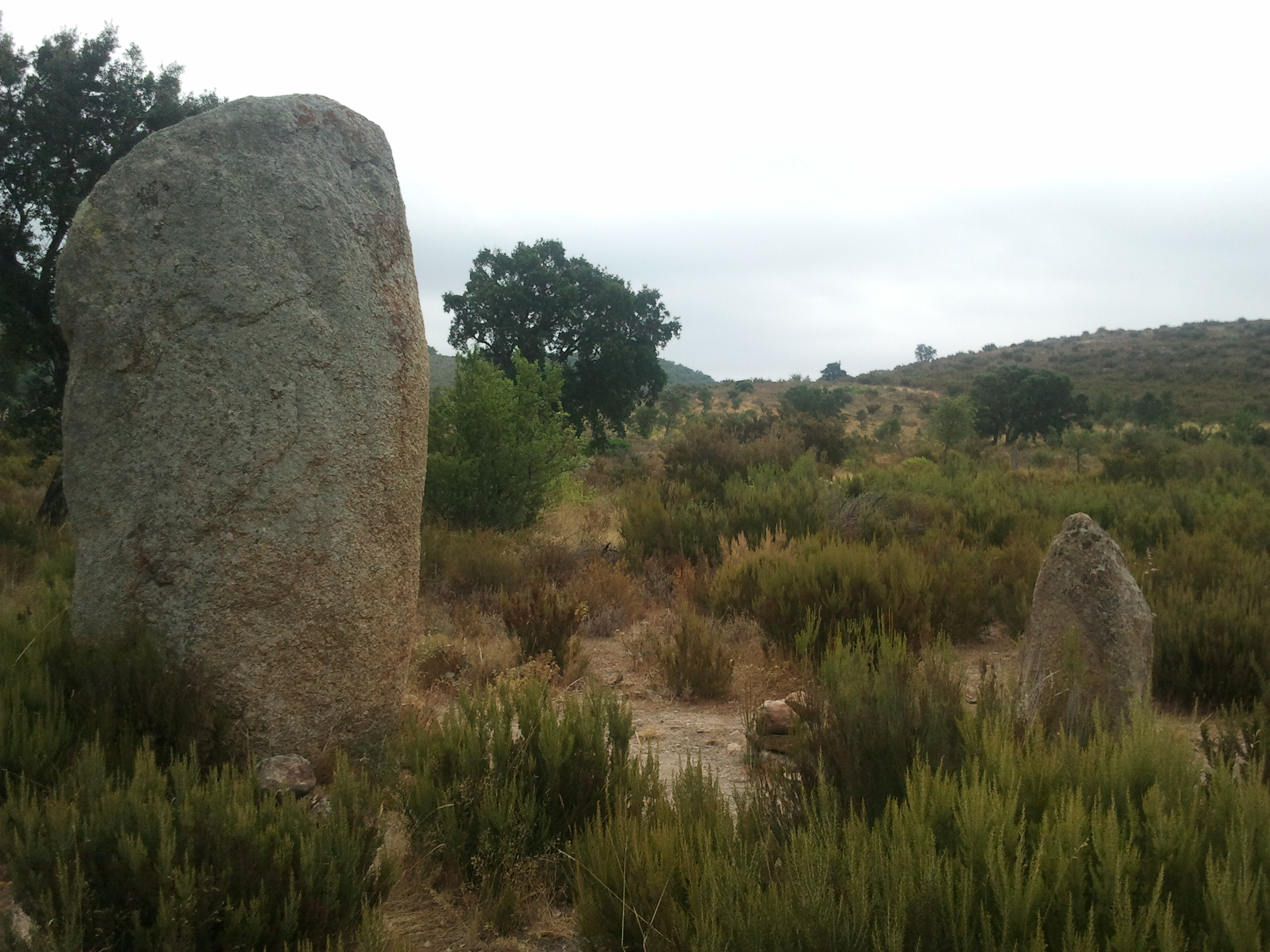
Der Menhir von La Murtra

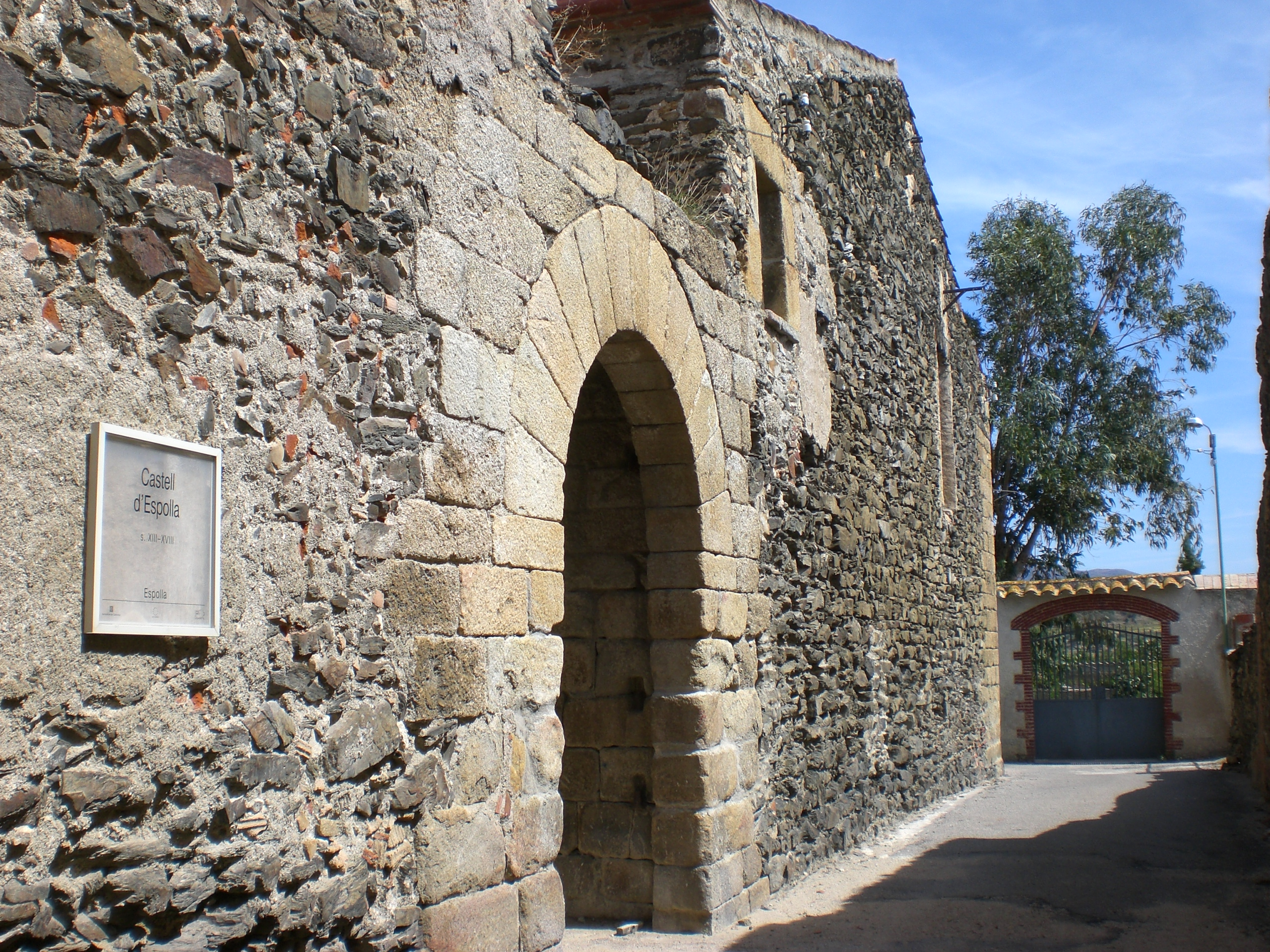
Das Castell d’Espolla

Die Serra de l’Albera war wegen ihrer niedrigen Passhöhen schon seit jeher ein privilegierter Ort des Kulturaustauschs zwischen Iberien und dem restlichen Europa. Schon früh siedelten sich Menschen hier an. So besitzt die Südabdachung der Serra de l’Albera eine der bedeutendsten Ansammlungen der Megalithkultur Kataloniens. Ihre zeitliche Einordnung liegt zwischen dem Mittelneolithikum und dem Chalkolithikum (3500 bis 1800 v. Chr.). Im Gemeindegebiet von La Jonquera befinden sich die Dolmen von Canadal, Mas Baleta, Mesclants, Pedreguer sowie die Dolmen und Menhire von Estanys. In der Gemeinde Espolla liegen die Dolmen der Cabana d’Arqueta – einer der größten der Serra überhaupt –, von Font del Roure, Arreganyats und Barranc. In Castellà steht ein Menhir und  Els Vilars besitzt eine Nekropole aus der Hallstattzeit. In Rabós sind erwähnenswert die Dolmen von Coma de Felis, Comes Llobes, Solar d’en Gubert oder der Menhir von Mas Roquer. In Sant Climent Sescebes stehen der Dolmen von La Gutina, der Menhir von La Murtra bzw. Menhir von Pedra Gentil.
Die Pässe Coll de Panissars und Le Perthus gehören beide zur Gemeinde La Jonquera. Sie sind in der gesamten Serra am einfachsten zu überqueren und sind daher seit undenklichen Zeiten über sehr wichtige Wegesysteme erreichbar. Die Ruinen der alten Abtei Santa Maria de Panissars aus dem 11. Jahrhundert, welche einst als Wegehospiz fungierte, sind den Grenzreibereien mit Frankreich zuzuschreiben. Neuere archäologische Ausgrabungen haben neben Überresten der ehemaligen Römerstraße große Steinblöcke zu Tage gefördert, welche anderen Trophäen des Pompeius (1. Jahrhundert v. Chr.) entlang der Via Domitia und der Via Augusta zugeordnet werden konnten.

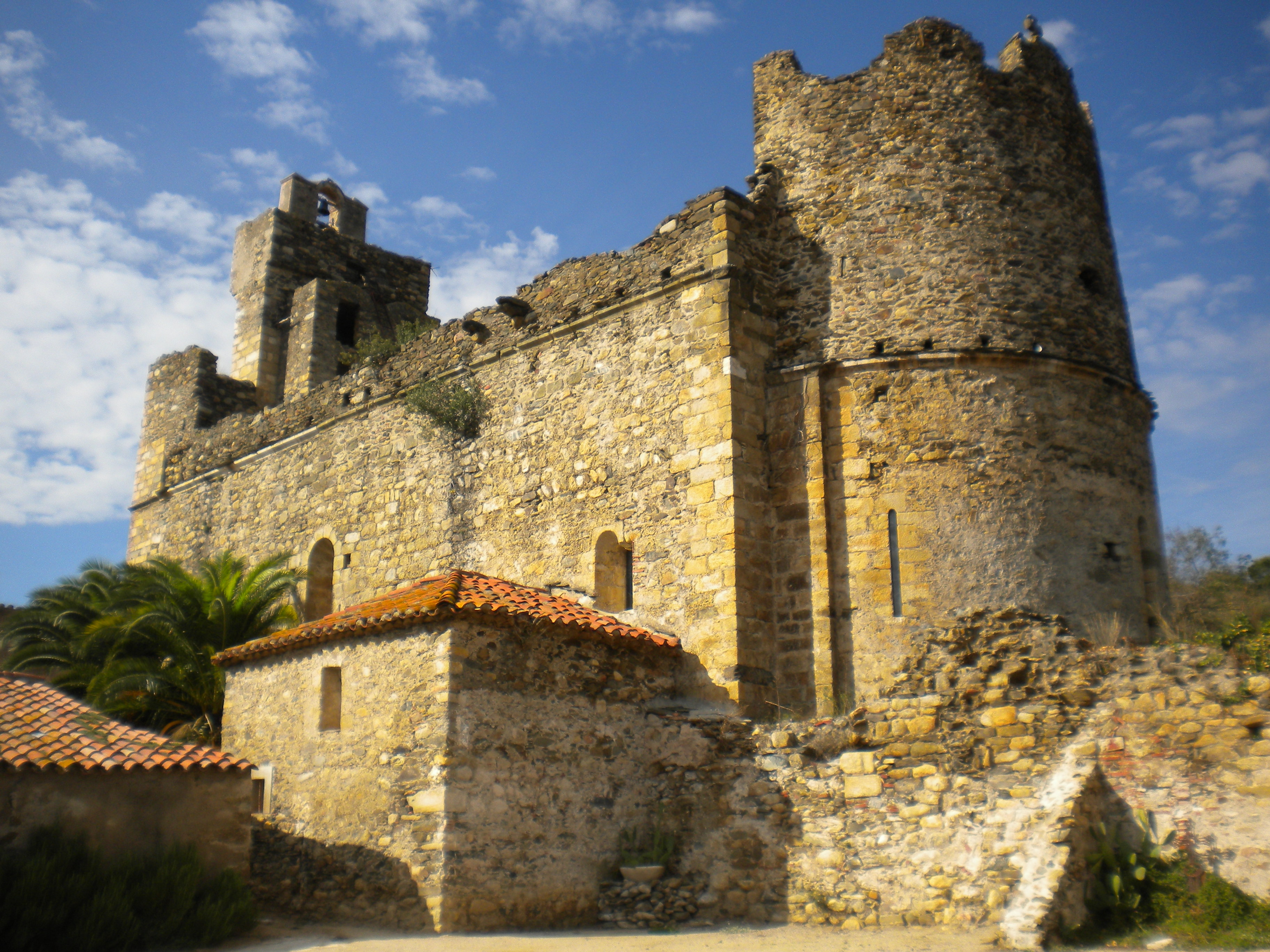
Sant Julià und Santa Basilissa in Rabós

Im Naturpark finden sich zahlreiche Zeugnisse der romanischen Baukunst, die aus dem hohen Mittelalter stammen und die Konsolidierung der ortsansässigen Bevölkerung dokumentieren. Am bedeutendsten darunter dürfte zweifellos die Abtei Sant Quirze de Colera sein, welche ins 10. Jahrhundert zurückreicht – mit herrlicher Basilika, Kreuzgangresten, Nebengebäuden und Befestigungsanlagen. In unmittelbarer Nähe befindet sich die gleichfalls romanische  Pfarrkirche Santa Maria de Colera der Gemeinde Rabós. Erwähnenswert sind ferner die Einsiedelei Santa Llúcia, vormalige Pfarrkirche von Sant Miquel de Solans aus dem 12. und 13. Jahrhundert, die Kirche Sant Julià dels Torts, ebenfalls aus dem 12. und 13. Jahrhundert, sowie die präromanische Kirche Sant Pere del Pla de l'Arca aus dem 10. Jahrhundert in La Jonquera. Ferner die einstigen Pfarrkirchen von Sant Martí de Baussitges (10. Jahrhundert) und Sant Genís d’Esprac (12. bis 13. Jahrhundert) in Espolla, oder auch die Einsiedelei Sant Quirc und die spätromanische Kirche Sant Julià (13. bis 14. Jahrhundert) in Rabós d'Empordà.
Im Gemeindegebiet von La Jonquera befinden sich die Ruinen des Castell de Rocabertí, das einst strategisch die Pässe überwachte und einer für die Geschichte Kataloniens sehr bedeutenden Adelsfamilie des Herzogtums Peralada gehörte. Die Rocabertí besaßen außerdem das südlich vom Puig Neulós gelegene Castell de Requesens, das im 19. Jahrhundert im damaligen neoromantischen Stil renoviert wurde. Ein drittes Schloss war Canadal, von dem noch Befestigungsanlagen aus dem 14. und 15. Jahrhundert erhalten sind. In La Jonquera sind auch mehrere Herrenhäuser zu bewundern, z. B. Posta Reial, Ca l’Armet und Can Laporta. Sehenswert in Espolla ist das Schloss Castell d’Espolla sowie das Haus der Markisen in Camps.